# Шомишколь
Шомишколь (каз. Шөмішкөл) — село в Аральском районе Кызылординской области Казахстана. Входит в состав Раимского сельского округа. Код КАТО — 433255600.

## Население
В 1999 году население села составляло 568 человек (291 мужчина и 277 женщин). По данным переписи 2009 года, в селе проживало 607 человек (302 мужчины и 305 женщин).